# Pachycephala orioloides
A Pachycephala orioloides a madarak osztályának verébalakúak (Passeriformes) rendjébe és a légyvadászfélék (Pachycephalidae) családjába tartozó faj.

## Rendszerezése
A fajt Jacques Pucheran francia ornitológus írta le 1853-ben.

## Alfajai
- Pachycephala orioloides bougainvillei (Mayr, 1932) - Bougainville, Buka és a Shortland-szigetek
- Pachycephala orioloides orioloides (Pucheran, 1853) - Choiseul, Malakobi, Santa Isabel és a Florida-szigetek
- Pachycephala orioloides centralis (Mayr, 1932) - Új-Georgia-szigetek keleti szigetei
- Pachycephala orioloides melanoptera (Mayr, 1932) - Új-Georgia-szigetek déli szigetei
- Pachycephala orioloides melanonota (Hartert, 1908) - eredetileg különálló fajként írták le, Ranongga és Vella Lavella szigeteken él.
- Pachycephala orioloides pavuvu (Mayr, 1932) - Pavuvu sziget
- Pachycephala orioloides sanfordi (Mayr, 1931) - eredetileg különálló fajként írták le, Malaita szigetén él.
- Pachycephala orioloides cinnamomea (E. P. Ramsay, 1879) - eredetileg különálló fajként írták le, Guadalcanalon és a Beagle szigeten él.
- Pachycephala orioloides christophori (Tristram, 1879) - eredetileg különálló fajként írták le, Santa Ana és San Cristóbal szigeteken él. [2]

Különálló fajjá nyilvánított alfaj:
- Pachycephala orioloides feminina[2] Mayr, 1931 vagy Pachycephala feminina[1]

## Előfordulása
Pápua Új-Guinea és a Salamon-szigetek területén honos. Természetes élőhelyei a szubtrópusi és trópusi síkvidéki és hegyi esőerdők, mocsári erdők, mangroveerdők, lombhullató erdők, szavannák és cserjések, valamint szántóföldek, ültetvények, vidéki kertek és városias régiók. Állandó, nem vonuló faj.

## Megjelenése
Testhossza 17–19 centiméter, testtömege 41,5–58,5 gramm.

## Életmódja
Rovarokkal és pókok táplálkozik, de néha gyümölcsöket is fogyaszt.

## Természetvédelmi helyzete
Az elterjedési területe nagy, egyedszáma pedig stabil. A Természetvédelmi Világszövetség Vörös listáján nem fenyegetett fajként szerepel.